# 冷陰極管

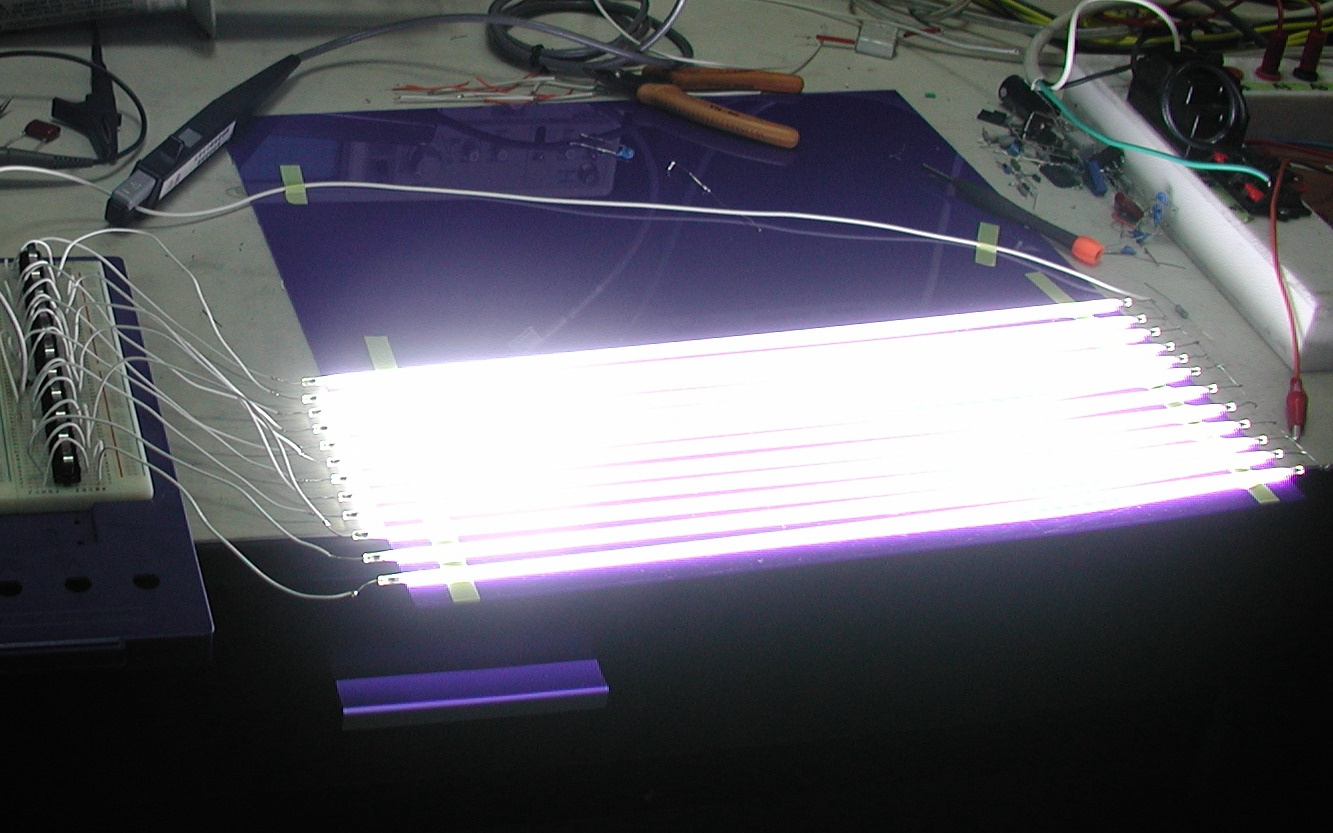
発光している冷陰極蛍光管

冷陰極管（れいいんきょくかん）とは陰極からの電子の放出に外部からの加熱用エネルギーの供給を必要としない電子管の総称である。代表例としては、古くはクルックス管、ガイスラー管、ニキシー管、計数放電管、ネオン管、光電管、最初期のブラウン管などがある。
以下特に冷陰極蛍光管（Cold Cathode Fluorescent Lamp、CCFL）について述べる。CCFLは、テレビやパソコンに使われる液晶パネルのバックライトとして1990年代より開発が進み、2000年代には液晶テレビのバックライト用として大規模に生産されたが、それ以外の応用をほとんど見ないまま、2000年代末よりLEDに置き替えられた。
2023年開催の「水俣条約」第5回締約国会議の合意に伴い、冷陰極管は2025年に製造・輸出入が禁止される予定。

## 冷陰極蛍光管の特徴
最も重要な特徴は容易に調光（輝度調節）できる点である。2010年以前は小型のバックライトに主要な技術であり 調光できる光源として多く生産されてきた。しかし2011年以降は輝度、消費電力、長期間の劣化特性、耐衝撃、製品の形状とサイズの自由度、コストが発光ダイオードより劣るため、日本では新発売の液晶に搭載されなくなった。調光には特殊な調光回路（冷陰極管インバーター）が必要となる。調光方法には
- 管電流調光方式 - 冷陰極管の管電流を増減して明るさを変える
- バースト調光方式 - 間欠的に点灯・消灯を繰り返して平均輝度を増減する

がある。

## 電極の電子放出原理
一般の蛍光管が熱陰極蛍光管 (HCFL:Hot Cathode Fluorescent Lamp) である、すなわち電極を加熱して積極的に熱電子を放出するのに対して、冷陰極蛍光管 (CCFL:Cold Cathode Fluorescent Lamp) は陰極を加熱せずに電子を放出する。
このために、熱陰極管に比べて冷陰極管は陰極降下電圧が大きい。陰極降下電圧は蛍光管の発光に寄与せず、そのまま熱的な損失となる。このため冷陰極管は熱陰極管に比べて発光効率が若干悪く、「日中の部屋においては冷陰極管のバックライト液晶を最大の明るさにしても光っているのかわからない」ということがよくあった。しかし陰極材料が改善され、陰極降下電圧が下がる目処がついたため、冷陰極管の発光効率は大幅に改善し、発光効率が疑似白色発光ダイオードの半分を超えるに至った。しかしながら青黄色系の疑似白色の発光に適する蛍光体がないため、発光効率の競争では発光ダイオードに引き離されている。

## 冷陰極蛍光管の点灯用インバータ回路

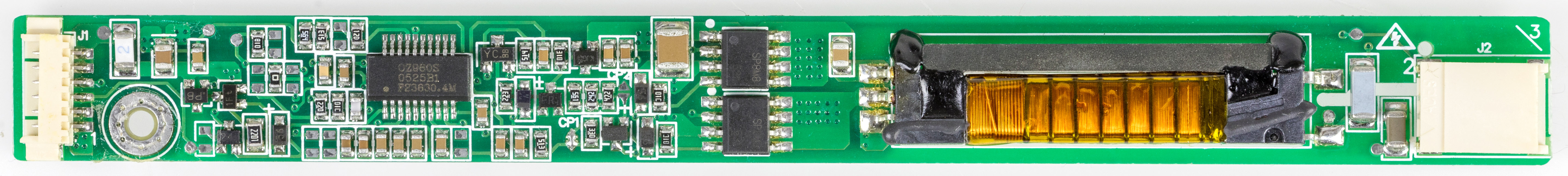
ノートパソコン用のインバータ回路例

冷陰極管の点灯用のインバータは、ノートパソコンや液晶テレビ用バックライトの点灯回路として、液晶技術の発展に伴い独自の発展を遂げている。小型化と効率改善のために、比較的細長い形状の共振変圧器を使うようになった。共振変圧器は同一形状の一般用変圧器と比較して体積率にして1/3以下の大きさであり、また信頼性が高い。
インバータ回路の出力は高電圧（概ね1000V前後）で、高周波のため比較的電撃を感じにくい一方、不用意に分解して触れると高周波火傷を負う危険がある。

## 歴史
冷陰極蛍光管（CCFL）は、液晶装置のバックライト光源として、1990年代には既にノートパソコンなどで使われていた。液晶画面のバックライトとしては、15インチくらいの小型パネルまでは1灯の「導光型」(エッジライト、サイドライト)方式が使われるが、大型パネルではCCFLを液晶の背面に敷き詰めた「直下型」方式が用いられる。輝度ムラなどの問題から、当時は大型パネル用として敷き詰めて使うのは民生用としては難があったが、CCFLは液晶パネルの開発と軌を同じくする形で、長尺化、細管化、発光効率の改善、輝度向上などが急激に進んだ。
2002年代中ごろより民生のディスプレイ装置がブラウン管から液晶へと急速に置き換わった。それに伴い、CCFLが液晶テレビのバックライト用の光源として大規模に生産されるようになった。
元々液晶テレビのバックライトとして開発されたものであるから、液晶テレビの発展期に当たる200年代中ごろから後半にかけては専らバックライトとして利用されていたが、液晶テレビの成熟期となった2009年頃よりようやく一般照明用光源としての応用が模索され始めた。CCFLは、調光がしやすい、省エネ、寿命が長い、細い、などと言った、他の照明方式に対する様々なメリットがあった。同じく2009年当時の次世代照明の一つと考えられていた発光ダイオード（LED）と比較した場合でも、当時のLEDはせいぜいRa80程度と演色性が低く、またLEDは蛍光灯のような「面光源」ではなく「点光源」なのでツブツブ感が出てしまう点からも、CCFLはLEDより照明に適していると考えられていた。
従来型の蛍光灯を置き替えるCCFL照明や、白熱電球を置き替える「CCFL電球」など、まずベンチャー企業による展開が始まった。車のヘッドライト用パーツ（いわゆる「イカリング」）など、CCFLのメリットを生かした応用も販売された。
しかし、2000年代末頃より酸窒化物蛍光体を用いた高性能白色LEDが実用化されると、状況が一変。2008年頃よりノートパソコンの液晶のバックライトがLEDへと置き換えられ、2010年頃からは液晶テレビのバックライトもLEDへと急速に置き替えられた。結局、液晶のバックライト以外の用途ではほとんど普及しない状況でLEDの普及期に入ったことにより、他の方式の照明器具ともども急速にLEDに置き替えられた。

### 製造中止へ
必要な要素の多くで発光ダイオード（LED）の方が優れているため、発光ダイオードを光源とする器具への移行が進み、2010年頃よりほとんどのメーカーでは冷陰極管を使用した部品が生産中止となった。2010年、東芝ライティングが冷陰極管の国内製造から撤退。2014年、サンケン電気が冷陰極管から完全撤退。
2010年、冷陰極管の当時世界最大手のNECライティングも液晶ディスプレイのバックライト向け冷陰極蛍光管（CCFL）の国内生産を中止した。NECライティングはCCFLの主力工場であった伊那工場を閉鎖、滋賀工場もラインを閉め、全て上海工場に集約された。
NECライティングはその後、冷陰極管を植物工場の人工光源向けとして活路を見出すべく、2012年、リバネスのプロデュースにより、大阪科学技術館においてNECライティングのCCFL光源と日本ディスプレイセンターのLED光源との比較実験が開始された（結果は不明）。当時は蛍光体の選択による植物の生育に適した波長特性と耐久性、省電力により、冷陰極管を植物工場での人工光源として活路を見出そうとしたメーカーも多かった。植物育成で特に必要な赤色波長の領域において、発光ダイオードは冷陰極管と比較してそれほど効率が良いとは言えず、赤色波長を改善した高演色白色発光ダイオードは冷陰極管よりも発光効率が低くなる。また発光ダイオードには硫化ガスとエレクトロマイグレーションによる劣化という特有の問題があるが、冷陰極管はこのような劣化はないとされる。
2013年、それまでCCFLを生産していたNECライティング上海工場でLED照明の生産を開始。冷陰極管の時代は終わった。なおCCFLを主力としていたNECライティングは経営が極めて悪化し、2019年にNECグループから分離され株式会社ホタルクスとなった。
その後は殺菌灯などの特殊な用途、および保守用途でのみ製造されているが、メーカーは次第に撤退している。2021年3月、パナソニックは冷陰極蛍光灯誘導灯補修用ランプの生産を終了。

## 特許
- アメリカ合衆国特許第 2,184,910号 - en:Philo Farnsworth - Cold cathode electron discharge tube
- アメリカ合衆国特許第 2,263,032号 - Philo Farnsworth - Cold cathode electron discharge tube
- アメリカ合衆国特許第 2,448,527号 - Clarence W. Hansell - Cold cathode electron discharge device and circuits therefore